# Bad Education (film, 2019)
Bad Education är en amerikansk biografisk dramakomedi från 2019. Filmen är regisserad av Cory Finley och baserad på manus skrivet av Mike Makowsky. Filmen hade sin världspremiär vid Toronto International Film Festival där den fick ett gott mottagande.
Den svenska premiären är planerad till den 26 april 2020 på HBO Nordic.

## Handling
Filmen är baserad på verkliga händelser som skedde på Makowskys gymnasieskola under den tid han själv studerade där. I centrum finns skolledarna Frank Tassone och Pam Gluckin som alltid skickar ett stort antal studenter till de bästa universiteten. Ett stort bedrägeri är på väg att uppdagas som hotar att förstöra det de byggt upp. De måste lägga locket på.

## Rollista (i urval)
- Hugh Jackman – Dr. Frank A. Tassone
- Allison Janney – Pamela “Pam” Gluckin
- Ray Romano – Bob Spicer
- Geraldine Viswanathan – Rachel Bhargava
- Alex Wolff – Nick Fleischman
- Kayli Carter – Amber McCarden
- Rafael Casal – Kyle Contreras